# Prim (Neckar)
La Prim est une rivière du Bade-Wurtemberg, affluent du Neckar dans son cours amont par la rive droite. Elle traverse la cuesta d’Albtrauf en irriguant le pied du Grand Heuberg.

## Nom
Le toponyme est d'étymologie latine (primus = premier) : c'est en effet le premier affluent du Neckar.

## La vallée
La Prim prend sa source à Balgheim au pied du Mont Sainte-Trinité dans l’arrondissement de Tuttlingen. Sa vallée dessine, avec celle du Faulenbach (qui se déverse, lui, dans le Danube) un couloir entre Rottweil et Tuttlingen, exploité par le tracé de la Bundesstraße 14 et la voie ferrée appelée Gäubahn. La ligne de partage des eaux entre la Prim et le Faulenbach recoupe la Ligne de partage des eaux Méditerranée-Mer du Nord. La Prim arrose les villes de Spaichingen et d’Aldingen, ainsi que les faubourgs de Neufra, de vieux-Rottweil et Göllsdorf à Rottweil, avant de se jeter dans le Neckar non loin de la gare de cette ville.

## Hydrographie
La Prim, sur un cours de 21 km, rattrape une dénivelée de 125 m. Son bassin hydrographique s'étend sur 130 km2, et ses principaux affluents sont le Trossingen (depuis Hagenbach) et le Starzel qui prend sa source à Schörzingen.

## Affluents
- Kehlengraben (rive droite)
- Hinterweiherbach (rive gauche)
- Sandbrunnenbach (rive gauche)
- Kälberbach (rive gauche)
- Heidengraben (rive droite)
- Unterbach (rive gauche)
- Rohrentalbach (rive droite)
- Talbach (rive gauche)
- Schlüsselgraben (rive droite)
- Arbach (rive droite)
- Marbach (rive gauche)
- Heimbach (rive droite)
- Heidlesbach (rive gauche)
- Sulzbach (rive gauche)
- Wettbach (rive droite)
- Tiefentalbach (rive droite)
- Hagenbach (rive gauche)
- Riedbach (rive droite)
- Katzenlochbach (rive gauche)
- Vogelsangbach (Sulztalbach) (rive droite)
- Starzel (rive droite)
- Weiherbach (rive droite)
- Hinterer Graben (rive gauche)
- Weiherbach (rive droite)

## Source
- (de) Cet article est partiellement ou en totalité issu de l’article de Wikipédia en allemand intitulé « Prim (Neckar) » (voir la liste des auteurs).